# Saint-Caradec
Pour les articles homonymes, voir Caradec.
Saint-Caradec [sɛ̃kaʁadɛk] est une commune du département des Côtes-d'Armor, dans la région Bretagne, en France.

## Géographie

### Localisation
Saint-Caradec est située dans le sud du département des Côtes-d'Armor, à l'ouest de Loudéac. La commune se trouve à vol d'oiseau à 36 km au sud de Saint-Brieuc, sa préfecture de rattachement et à 87 km à l'est de Rennes, la capitale régionale. Elle est située en Basse Bretagne, à la limite avec le pays Gallo.
| Le Quillio   | Saint-Thélo   |         |
| Guerlédan    | Saint-Caradec | Trévé   |
| Saint-Connec | Hémonstoir    | Loudéac |

### Relief et hydrographie
La commune présente un relief peu accentué, s'apparentant à celui d'un plateau faiblement ondulé et s'inclinant vers l'est en direction de l'Oust qui y longe son territoire, marquant ainsi la limite avec les communes de Trévé et Loudéac. La rigole d'Hilvern serpente à travers la commune en épousant les courbes des lignes de niveau.
| - Carte topographique de la commune de Saint-Caradec. |

### Transports et voies de communication
Saint-Caradec est desservie par l'échangeur (Goizec) de la RN 164 au sud qui autrefois passait dans le village.
La commune a été desservie par le passé par la ligne ferroviaire de Carhaix à Loudéac à voie métrique du Réseau breton, ouverte en partie en 1898 (mais la section entre Rostrenen et Loudéac ne fut mise en exploitation que le 17 août 1902) et fermée en 1967 (désormais reconvertie en voie verte).

### Hydrographie
Pour un article plus général, voir Réseau hydrographique des Côtes-d'Armor.
La commune est située dans le bassin Loire-Bretagne. Elle est drainée par l'Oust, la rigole d'Hilvern, le ruisseau de Kerbiguet et un autre petit cours d'eau,.
L'Oust, d'une longueur de 145 km, prend sa source dans la commune de La Harmoye et se jette  dans la Vilaine à Rieux, après avoir traversé 46 communes.  Les caractéristiques hydrologiques de l'Oust sont données par la station hydrologique située sur la commune de Hémonstoir. Le débit moyen mensuel est de 3,21 m3/s. Le débit moyen journalier maximum est de 45,4 m3/s, atteint lors de la crue du 22 janvier 1995. Le débit instantané maximal est quant à lui de 51,7 m3/s, atteint le 1er janvier 2014.
Le Rigole d'Hilvern, d'une longueur de 62 km, prend sa source dans la commune de Saint-Gonnery et se jette  dans l'Oust à Merléac, après avoir traversé huit communes. 

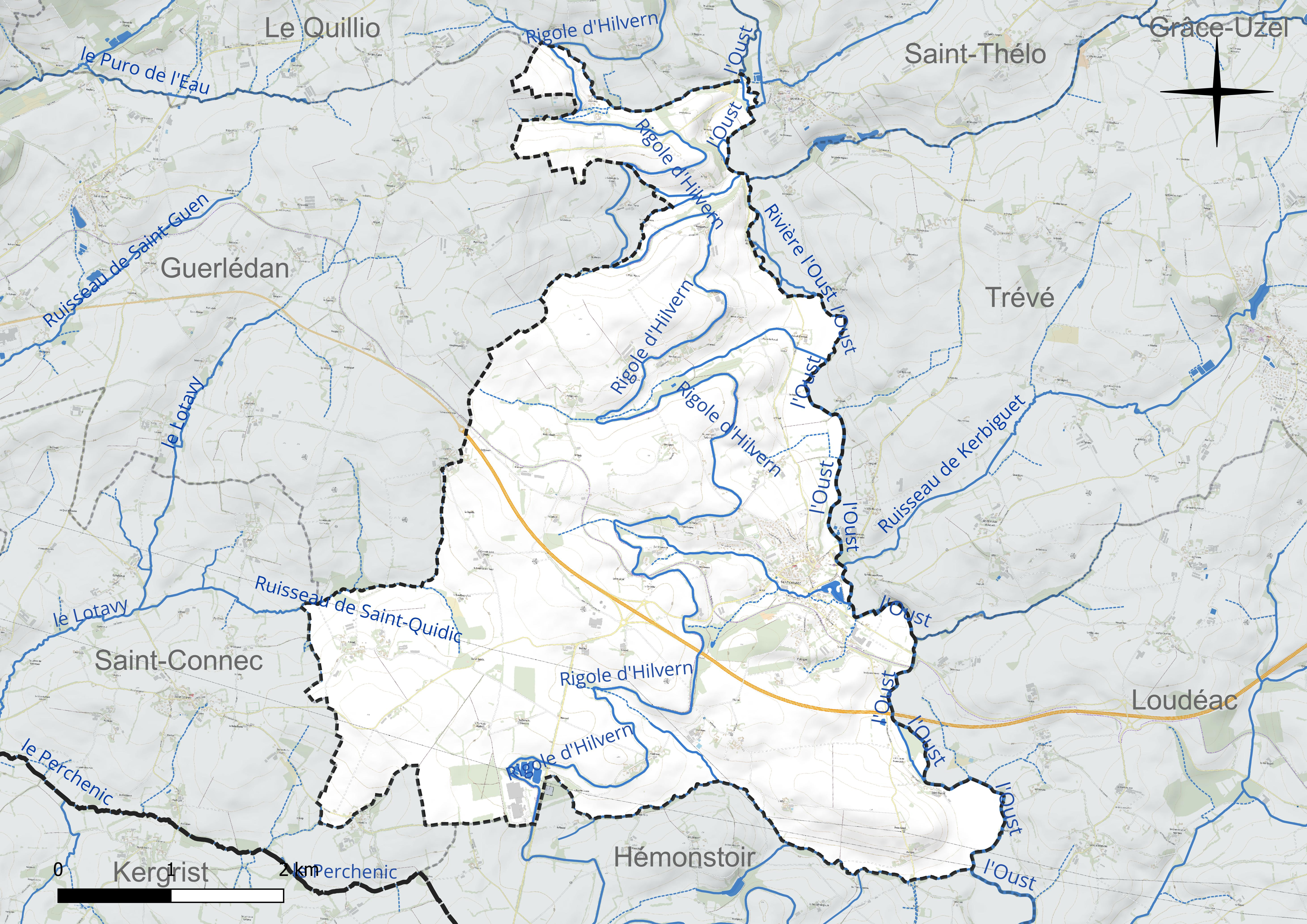
Réseau hydrographique de Saint-Caradec.

### Climat
Pour des articles plus généraux, voir Climat de la Bretagne et Climat des Côtes-d'Armor.
En 2010, le climat de la commune est de type climat océanique franc, selon une étude du CNRS s'appuyant sur une série de données couvrant la période 1971-2000. En 2020, Météo-France publie une typologie des climats de la France métropolitaine dans laquelle la commune est exposée à un climat océanique et est dans la région climatique  Finistère nord, caractérisée par une pluviométrie élevée, des températures douces en hiver (6 °C), fraîches en été et des vents forts. Parallèlement l'observatoire de l'environnement en Bretagne publie en 2020 un zonage climatique de la région Bretagne, s'appuyant sur des données de Météo-France de 2009. La commune est, selon ce zonage, dans la zone « Intérieur », exposée à un climat médian, à dominante océanique.  
Pour la période 1971-2000, la température annuelle moyenne est de 11,2 °C, avec une amplitude thermique annuelle de 11,9 °C. Le cumul annuel moyen de précipitations est de 870 mm, avec 14 jours de précipitations en janvier et 6,4 jours en juillet. Pour la période 1991-2020, la température moyenne annuelle observée sur la station météorologique la plus proche, située sur la commune de Loudéac à 7 km à vol d'oiseau, est de 11,5 °C et le cumul annuel moyen de précipitations est de 922,6 mm,. Pour l'avenir, les paramètres climatiques de la commune estimés pour 2050 selon différents scénarios d'émission de gaz à effet de serre sont consultables sur un site dédié publié par Météo-France en novembre 2022.

## Urbanisme

### Typologie
Au 1er janvier 2024, Saint-Caradec est catégorisée bourg rural, selon la nouvelle grille communale de densité à 7 niveaux définie par l'Insee en 2022.
Elle est située hors unité urbaine. Par ailleurs la commune fait partie de l'aire d'attraction de Loudéac, dont elle est une commune de la couronne,. Cette aire, qui regroupe 22 communes, est catégorisée dans les aires de moins de 50 000 habitants,.

### Occupation des sols
L'occupation des sols de la commune, telle qu'elle ressort de la base de données européenne d’occupation biophysique des sols Corine Land Cover (CLC), est marquée par l'importance des territoires agricoles (96,7 % en 2018), une proportion sensiblement équivalente à celle de 1990 (97 %). La répartition détaillée en 2018 est la suivante : 
terres arables (67,7 %), prairies (19,1 %), zones agricoles hétérogènes (9,9 %), zones urbanisées (3,3 %). L'évolution de l’occupation des sols de la commune et de ses infrastructures peut être observée sur les différentes représentations cartographiques du territoire : la carte de Cassini (XVIIIe siècle), la carte d'état-major (1820-1866) et les cartes ou photos aériennes de l'IGN pour la période actuelle (1950 à aujourd'hui).

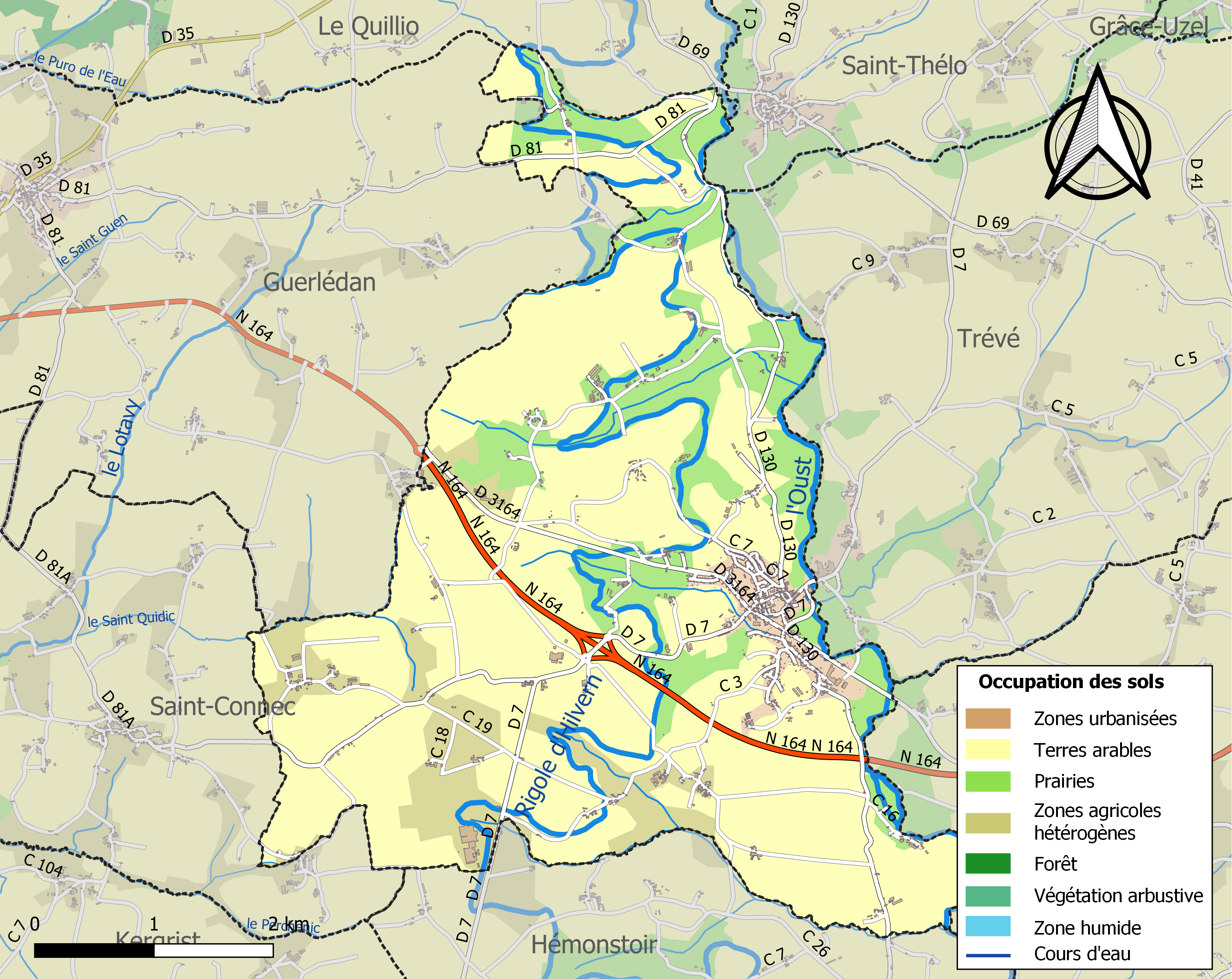
Carte des infrastructures et de l'occupation des sols de la commune en 2018 (CLC).

## Toponymie
Le nom de la localité est attesté sous les formes Parochia de Monasterio Caradoci en 1283, Mostoer Caradec en 1290, Mostaer Caradec vers 1330, Mostaer Caradeuc en 1368 et en 1474, Saint Caradeuc en 1468, Mouster Caradec en 1516, Sainct Caradec en 1535, 1536 et en 1574, parroechia divi Caradoci en 1627 et enfin Saint-Caradec dès 1629.

De février 1794 à janvier 1795, elle est encore appelée Caradec ou Caradec-sur-Aoust ou Caradec-sur-Oust, puis elle reprend son nom actuel.
Son nom provient du saint éponyme Caradec, sant Karadeg en breton.
Saint-Cradé en gallo.

## Histoire

### Moyen-Âge
Selon un aveu de 1471, Saint-Caradec était, au sein de la Vicomté de Rohan, une des 46 paroisses ou trèves de la seigneurie proprement dite de Rohan.

### La Révolution française
Au cours de la Révolution française, la commune porta provisoirement le nom de Caradec-sur-Oust.

### LeXIXesiècle
Une épidémie de variole fit 84 malades (dont 45 moururent) à Saint-Caradec entre 1865 et 1870.
En 1898 les religieuses ont à Saint-Caradec 115 élèves, les institutrices publiques n'en ont pas une seule.

### LeXXesiècle

#### La Belle Époque
En 1902 une épidémie de fièvre typhoïde survnit dans les communes de Mûr-de-Bretagne, Caurel, Saint-Caradec, Saint-Gilles-Vieux-Marché et Saint-Guen.

#### Les guerres du XXe siècle
Le monument aux Morts porte les noms des 78 soldats morts pour la Patrie :
- 64 sont morts durant la Première Guerre mondiale.
- 14 sont morts durant la Seconde Guerre mondiale.

Pourchassés notamment par le lieutenant Flambard et les gendarmes de Guingamp, certains maquisards, membres du maquis Tito dirigés par Louis Pichouron se réfugient sur la cime de Kerchouan, dans la commune du Haut-Corlay ; le 1er mars 1944, maquisards et gendarmes français s'affrontent à Saint-Caradec et plusieurs résistants sont arrêtés, notamment Raymond Pedrono, Marcel Le Hellaye, Louis Winter, tous les trois morts en déportation, ainsi que Roger Cadec et Marcel Divenah qui, eux, rentrèrent vivants de déportation.
Le 8 juin 1944, huit jeunes résistants raflés par surprise par des Allemands de la division de parachutistes Kreta, qui se dirigeait vers le front de Normandie, dans une ferme du hameau de Lamprat en Plounévézel sont successivement pendus à différents endroits entre Plounévézel et Saint-Caradec, dont l'un, François L'Hostis, à Saint-Caradec,.

### LeXXIesiècle
« Les habitants de Saint-Caradec ont cru que le ciel leur tombait sur la tête, samedi [9 mai 2020]. Il était 19 heures passées lorsqu'un violent orage s'est abattu sur la commune. Une pluie diluvienne, accompagnée de grêle, d'une rare intensité. (...) Le maire, Alain Guillaume (...) : "Il est tombé 40 mm de précipitations en 20 minutes, c'est vraiment rarissime". (...) D'où les inondations comme à l'espace Jean-Auffret, où se trouvent le restaurant scolaire communal et la garderie. L'eau s'est infiltrée et le plafond s'est en partie effondré. (...) La supérette a également souffert et était fermée au public, dimanche  ».

## Héraldique
| Blason à dessiner | Blason  | Écartelé: au 1er de gueules à neuf mâcles d'or ordonnées 3, 3 et 3, au 2e d'hermine plain, au 3e d'argent à la guivre d'azur, couronnée d'or, à l'issant de gueules, au 4e de gueules à la croix ancrée d'argent; sur le tout, parti: au 1er d'azur à neuf mâcles d'or ordonnées 3, 3 et 3, au 2e écartelé aux I et IV de gueules à la molette d'argent et aux II et III d'azur plain. |
| Blason à dessiner | Détails | Le statut officiel du blason reste à déterminer. |
| Blason à dessiner | Alias   | De gueules aux neuf mâcles d'or ordonnées 3, 3 et 3. Blason de la Maison de Rohan. |

## Politique et administration
| Période                                  | Période  | Identité        | Étiquette | Qualité         |
| ---------------------------------------- | -------- | --------------- | --------- | --------------- |
| mars 2001                                | En cours | Alain Guillaume | DVD       | Cadre supérieur |
| Les données manquantes sont à compléter. |          |                 |           |                 |

## Démographie
L'évolution du nombre d'habitants est connue à travers les recensements de la population effectués dans la commune depuis 1793. Pour les communes de moins de 10 000 habitants, une enquête de recensement portant sur toute la population est réalisée tous les cinq ans, les populations de référence des années intermédiaires étant quant à elles estimées par interpolation ou extrapolation. Pour la commune, le premier recensement exhaustif entrant dans le cadre du nouveau dispositif a été réalisé en 2004.

En 2022, la commune comptait 1 132 habitants, en évolution de +1,98 % par rapport à 2016 (Côtes-d'Armor : +1,78 %, France hors Mayotte : +2,11 %).
| 1793  | 1800  | 1806  | 1821  | 1831  | 1836  | 1841  | 1846  | 1851  |
| ----- | ----- | ----- | ----- | ----- | ----- | ----- | ----- | ----- |
| 1 820 | 1 924 | 1 841 | 1 818 | 2 179 | 2 142 | 2 024 | 2 079 | 2 022 |

| 1856  | 1861  | 1866  | 1872  | 1876  | 1881  | 1886  | 1891  | 1896  |
| ----- | ----- | ----- | ----- | ----- | ----- | ----- | ----- | ----- |
| 1 856 | 1 839 | 1 849 | 1 738 | 1 707 | 1 664 | 1 651 | 1 636 | 1 508 |

| 1901  | 1906  | 1911  | 1921  | 1926  | 1931  | 1936  | 1946  | 1954  |
| ----- | ----- | ----- | ----- | ----- | ----- | ----- | ----- | ----- |
| 1 512 | 1 405 | 1 423 | 1 371 | 1 334 | 1 265 | 1 228 | 1 272 | 1 194 |

| 1962  | 1968  | 1975  | 1982  | 1990  | 1999  | 2004  | 2006  | 2009  |
| ----- | ----- | ----- | ----- | ----- | ----- | ----- | ----- | ----- |
| 1 206 | 1 104 | 1 119 | 1 091 | 1 088 | 1 144 | 1 182 | 1 199 | 1 198 |

| 2014  | 2019  | 2022  | - | - | - | - | - | - |
| ----- | ----- | ----- | - | - | - | - | - | - |
| 1 127 | 1 119 | 1 132 | - | - | - | - | - | - |

## Lieux et monuments
- L'église Saint-Caradec avec sa mise au tombeau datant du XVIIe siècle est certainement le principal attrait touristique du patrimoine bâti de Saint-Caradec, même si la commune comptabilise aussi trois chapelles (Saint-Quidic, Saint-Laurent et Saint-Marcel), une douzaine de croix, deux moulins et quatre lavoirs.
- Du point de vue nature, la commune est traversée par l'Oust et surtout par la rigole d'Hilvern ce qui lui apporte de nombreux espaces de randonnées et des points du vues exceptionnels. À noter la tranchée de Pesthuan, creusée à main d'homme par des forçats et des paysans appauvris après la crise du lin au XIXe siècle.
- Depuis 1990, un étang et une salle des fêtes accompagnent le parc touristique de Saint-Caradec offrant ainsi, avec sa crêperie et ses deux restaurants, un tourisme d'affaires de qualité.
- De plus, pas moins de 50 lits sont a disposition des familles à travers les 3 exploitants de gîtes et chambres d'hôtes classés 2 et 3 épis (Gîtes de France) et 2 et 3 clés (Clévacance).

## Personnalités liées à la commune
Alexandre Léauté, coureur cycliste, champion paralympique et multiple champion du monde de para-cyclisme, y est né le 12 octobre 2000.

## Langues
En 1806, selon l'enquête impériale de Charles Coquebert de Montbret la commune était bretonnante. En 1843, selon le dictionnaire d'Ogée, la commune était francophone (gallo). La plupart des toponymes sont d'origine bretonne.